# Armonk Challenger 2000
L'Armonk Challenger è stato un torneo di tennis facente parte della categoria ATP Challenger Series nell'ambito dell'ATP Challenger Series 2000. Il torneo si è giocato a Armonk negli Stati Uniti dal 15 al 21 maggio 2000 su campi in terra rossa.

## Vincitori

### Singolare
Salvador Navarro ha battuto in finale  Alejandro Hernández con il punteggio di 6–1, 3–6, 6–3

### Doppio
Paul Kilderry /  Peter Tramacchi hanno battuto in finale  Bob Bryan /  Mike Bryan con il punteggio di 2–6, 7–65, 6–4